# Accidente del Hindenburg
El accidente del Hindenburg ocurrió el 6 de mayo de 1937, cuando el dirigible de pasajeros alemanes LZ 129 Hindenburg se incendió y fue destruido durante un intento de aterrizaje en la Estación Aeronaval de Lakehurst, en el municipio de Mánchester (Nueva Jersey, Estados Unidos). De las 97 personas a bordo (36 pasajeros y 61 tripulantes),  hubo 35 muertes (13 pasajeros y 22 tripulantes). Un trabajador en tierra también murió, sumando un total de 36 decesos.
El desastre fue ampliamente cubierto en impactantes videos, fotografías y en una crónica radial grabada por Herbert Morrison, testigo del desastre, el cual fue retransmitido al día siguiente. Una variedad de hipótesis han sido propuestas tanto sobre la causa de ignición, así como para el combustible que originó la propagación del fuego. El incidente destrozó la confianza pública en la seguridad de los dirigibles rígidos para pasajeros y marcó el fin repentino de la «era del dirigible».

## Relato de los hechos

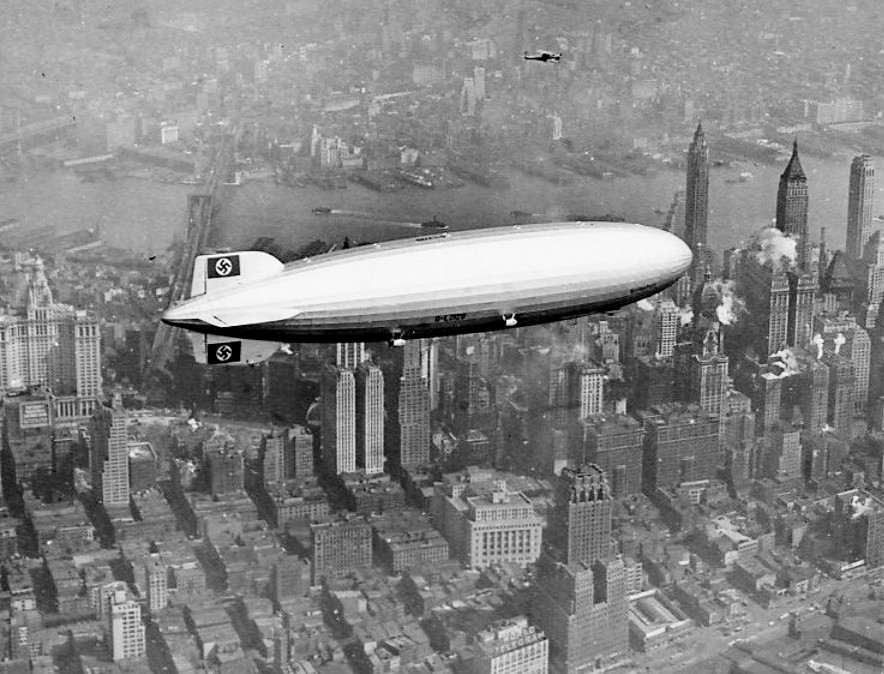
El Hindenburg sobre Manhattan, Nueva York, 6 de mayo de 1937, pocas horas antes del accidente.

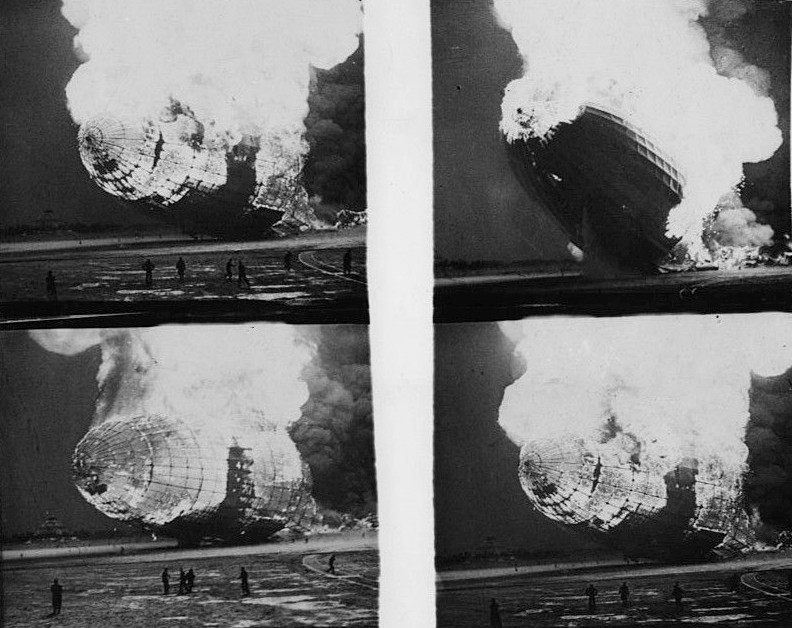
El incendio del Hindenburg, secuencia del accidente filmada por Pathé.

El Hindenburg inició su segunda temporada de transporte comercial de pasajeros con un viaje ida y vuelta a Río de Janeiro a fines de marzo de 1937.  La tarde del 3 de mayo el dirigible partió de Fráncfort, en el primero de 10 viajes entre Estados Unidos y Europa programados para esa temporada. American Airlines había firmado un contrato con los operadores del Hindenburg para transportar pasajeros de Lakehurst a Newark para realizar conexiones a vuelos de avión.
Excepto por vientos fuertes que retrasaron su avance, el viaje del Hindenburg no tuvo contratiempos hasta que el zepelín intentó un aterrizaje durante la noche en Lakehurst tres días más tarde, el 6 de mayo. A pesar de que llevaba sólo la mitad de su capacidad de pasajeros (36 de 70) y tripulantes (61, incluyendo 21 en entrenamiento) durante el vuelo del accidente, el Hindenburg no tenía asientos libres para su vuelo de regreso. Muchos de los pasajeros con billetes a Alemania planeaban asistir a la coronación del Rey Jorge VI y la Reina Isabel en Londres la semana siguiente.
El dirigible llevaba horas de retraso cuando sobrevoló Boston en la mañana del 6 de mayo, y su aterrizaje en Lakehurst se esperaba incluso con más retraso debido a tormentas eléctricas. Informado de las malas condiciones de clima en Lakehurst, el capitán Max Pruss planeó un recorrido sobre la isla de Manhattan, causando un gran espectáculo público ya que la gente salió a la calle para avistar el zepelín. Después de pasar sobre el campo a las 16:00 h, el capitán Pruss llevó el dirigible por un paseo sobre las costas de Nueva Jersey mientras esperaba que el clima mejorase. A las 18:22 h, después de que se notificara que las tormentas habían pasado, Pruss enrumbó el dirigible de vuelta a Lakehurst para aterrizar casi medio día tarde. Sin embargo, como esto dejaría mucho menos tiempo que el anticipado para preparar el dirigible para su regreso a Europa, el público en general fue informado de que no estaría permitido subir a bordo de visita al Hindenburg en el amarradero.

### Accidente

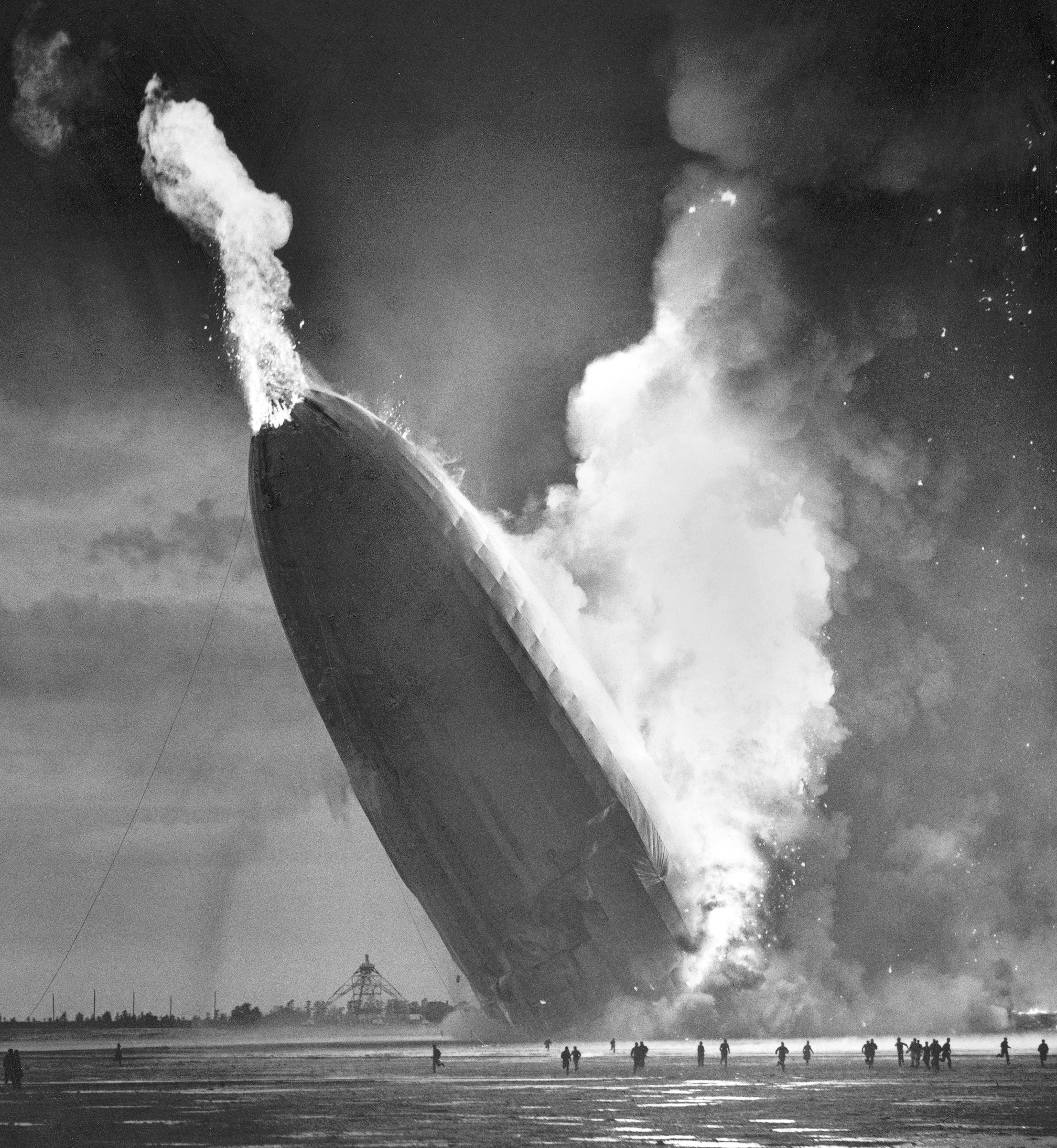
Las explosiones saliendo de la nariz del Hindenburg.

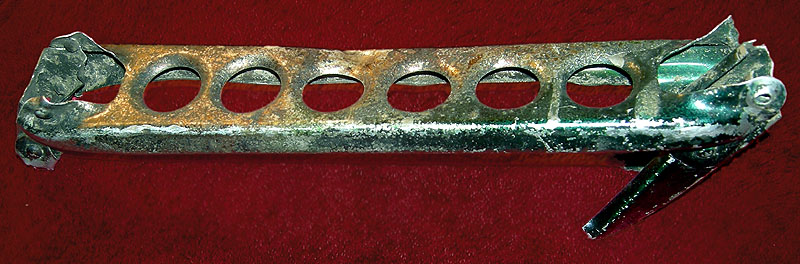
Una cruceta de 9" de duraluminio del marco del Hindenburg dañada por el fuego, recuperada del sitio de accidente en Lakehurst, NJ.

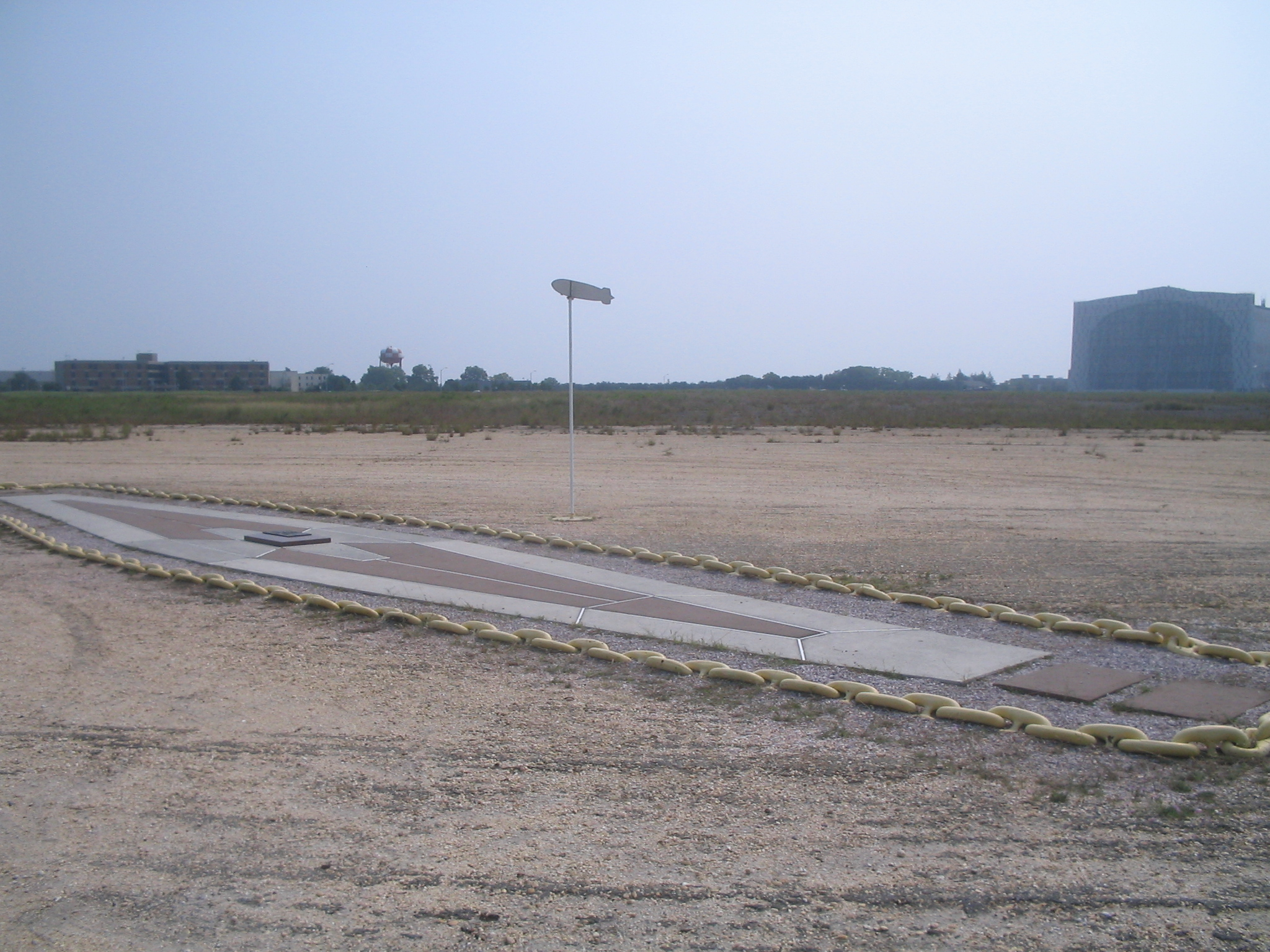
Hito actual en el lugar de los hechos, se ve el número de Hangar 1 al fondo.

A las 19:25 —hora local—, el Hindenburg se incendió rápidamente. No se sabe dónde comenzó el fuego, varios testigos vieron llamas amarillas y rojas cerca del conducto de ventilación de las celdas 4 y 5. Otros testigos en el puerto afirmaron que el fuego empezó delante de la aleta horizontal. Hay incluso otras versiones. Conforme otras celdas de gas empezaron a arder, el fuego se expandió y la nave cayó rápidamente. A pesar de que había cinco camarógrafos y al menos un espectador que estaban grabando el aterrizaje, no existen registros gráficos del momento en que empezó el incendio.
Independientemente de donde comenzaran las llamas, estas se propagaron hacia adelante, consumiendo primero las celdas 1 a la 9, y la parte trasera de la estructura implosionó. Casi instantáneamente, dos tanques (se discute si contenían agua o combustible) estallaron como resultado del impacto. La flotabilidad se perdió en la popa de la nave, la proa se inclinó hacia arriba, y la parte trasera se rompió.
El tiempo que pasó desde los primeros momentos del accidente hasta que la proa chocó con el suelo, suele ser informado como 32, 34 o 37 segundos. Ya que ninguna de las cámaras estaban filmando la nave cuando el fuego comenzó, el tiempo desde el inicio solo se puede estimar gracias a los testimonios. Un cuidadoso análisis de la NASA, realizado por Addison Bain, estima que la tasa de propagación a través de la tela fue de 49 ft/s (15 m/s), lo que habría resultado en un tiempo de destrucción total de alrededor de 16 segundos (245m/15 m/s=16.3 s).